# Cursino

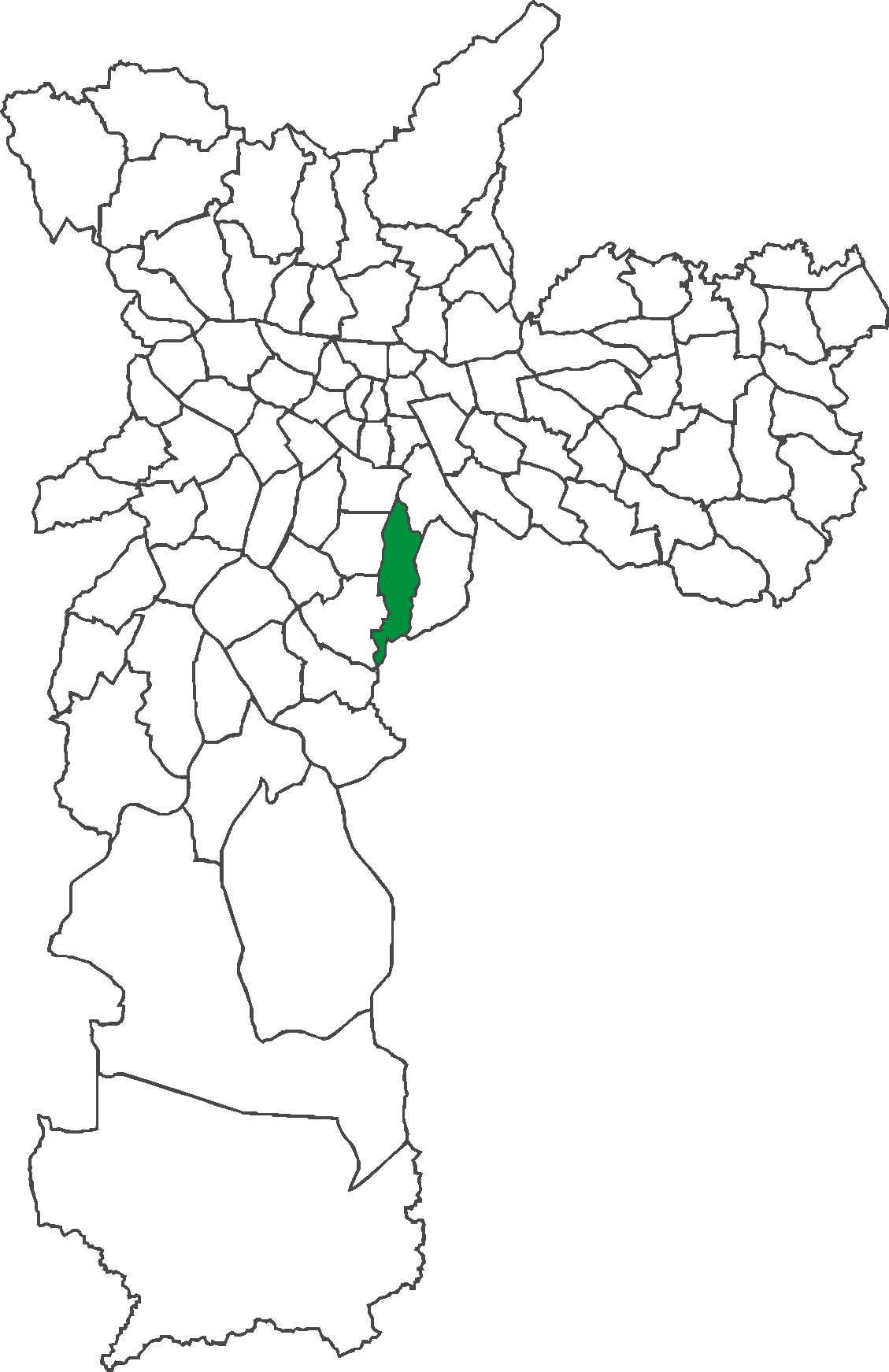
Carte de Cursino, au Brézil

Cursino est un district situé dans la zone sud-est de la municipalité brésilienne de São Paulo. Une partie du quartier est occupée par le parc d'État Fontes do Ipiranga, où se trouvent le jardin zoologique et le jardin botanique. Le district est desservi par la ligne 2 - Verte du métro à la station Santos-Imigrantes.

## Quartiers
- Água Funda
- Vila Água Funda
- Conjunto dos Bancários
- Vila Nair[2]
- Bosque da Saúde (partie est de l'avenue Dr. Ricardo Jafet)
- Vila Brasilina
- Vila Brasilio Machado
- Cursino
- Vila Firmiano Pinto
- Vila Gumercindo
- Vila Moraes
- Jardim Previdência
- Vila Santo Stefano
- Jardim São Miguel
- Saúde (partie est de l'avenue Dr. Ricardo Jafet)
- São Salvador
- Jardim da Saúde
- Vila Simões[3]

## Quartiers limitrophes
- Vila Mariana (Nord) ;
- Ipiranga (Nord-Est) ;
- Sacomã (Est) ;
- Jabaquara (Sud-Ouest) ;
- Saúde (Ouest)

## Municipalités limitrophes
- São Bernardo do Campo (Sud-Est);
- Diadema (Sud)[4]